# 臏 〜孫子異伝〜
『臏 〜孫子異伝〜』（ビン そんしいでん）は、星野浩字による日本の漫画作品。『スーパージャンプ』（集英社）にて連載され、同誌休刊後は『グランドジャンプPREMIUM』、更に『グランドジャンプ』本誌に移籍して2016年24号まで連載。単行本は全21巻。

## 概要
中国の戦国時代の斉を舞台に、もう一人の孫子と呼ばれた孫臏の活躍を孫子兵法の事例を交えながら描く。史実どおりの人物が多く登場するが、オリジナルの設定や人物の要素が多い。その一例として、孫臏や威王がいたとされる時代に匈奴の単于が存在し、斉と匈奴が交戦することなど時代錯誤のフィクションとして描かれている架空戦記ものといえる作品である。戦闘描写が緻密な作風が特徴。
単行本14巻の巻末にて、作者の星野と同じく中華戦国時代を題材とした作品・『キングダム』の作者・原泰久との対談が掲載されている。
作者の構想では「臏」はあくまで「孤鳳卒」という長い物語の一部であるという。全7章を予定しており、本作は「第5章」にあたる。「6章」の展開で「2章」「3章」の登場人物が死んでいくため、先に「2章」「3章」を描いていきたいとの弁。
雑誌掲載が叶わない場合には、続きあるいは前章は作者のホームページにて発表していく考えがあると語っている。

## あらすじ
古今の名将に影響を与えた書・『孫子兵法』。それを著した「孫子」と呼ばれる男は2人いるのだ。一人は『孫子兵法』を著した孫武。もう一人の「孫子」は名を孫臏という。群雄が割拠する戦国時代の真っ最中にあった紀元前360年ごろの中国。顔に墨を入れ、膝の骨を抜かれた異形の軍師・孫臏はその乱世を駆け抜けてゆく。

## 登場人物

### 斉
孫臏（そんびん）
本作の主人公。孫子兵法を著した稀代の天才軍師・孫武の末裔という設定（史実の孫臏も孫武の子孫と考えられているが、確たる証拠はない）。
顔に罪人の証である入墨（黥刑）があり、臏刑として両足の膝蓋骨は抜かれている。彼が普段名乗っている「臏」という名前はこの刑を受けたことに由来する。これらの刑は、親友であった魏の龐涓の讒言によって科せられたもの。立派なものが股間にあったことから、宮刑は受けていない模様。
普段はいざり車に乗り、それを人に引いてもらったりして移動しているが、義足に似た装具を着ければ遅いものの歩行も可能。
孫武の血筋ゆえか、状況判断力に優れ、軍略にも長けている。加えて、一度会った人物の顔と名前、その人物の特技や家族などを同時に（兵卒の雑兵でさえも）数の限りなく記憶できる能力を持ち、クーフェンツでは身分・出自・経歴に関係なく、志願すれば仲間に加える度量の広さがある。罪人の烙印を押されているものの、その類希な知略ゆえに斉の将軍・田忌に重用されている。
弱者が虐げられるのを見過ごすことが出来ない優しい性格で、彼らを助けるためならば自らが傷つくことも厭わない。身体の至る所には、その過程で付いたと思われる無数の傷跡がある。彼が救った者たちの中には妙齢の女性も多数おり、臏の高潔かつ献身的な態度は彼女達の感謝と思慕を一身に集めている。そのためか、異様にモテる（田忌曰く「天性の遊人気質」）。
童顔で若く見えるが、作品中の描写から年齢は26歳前後と推定される。余談だが、1巻の裏表紙には刑を科せられる前の臏の姿が描かれているが、容姿は現在とほとんど変わっていない。
田忌（でんき）
斉の驃騎将軍。王族。最初は臏を見下していたが、彼の才に感服して以来、食客として側に置いている。義に篤いが、時折臏の途方もない行動に困惑することもある。筋骨隆々の巨漢かつ幼少のころから修練を欠かしてこなかったため、斉国最強の武人でもある。
威王（いおう）
斉の国王。鄒忌達の押しに負けて軍儀の前に阻大を狄討伐の総大将に据えたり、孫臏達に正規兵を与えず（正規兵は全て臨淄の防衛に回してしまった）城外兵だけで戦わせる等、暗愚な面が目立つ。
鄒忌（すうき）
斉の司徒（宰相）。阻大と結び、軍の私有化を目論み、田忌と対立していた。単于に阻大が殺されたのち、魏に援軍を求めたため、孫臏とも対立するようになった。たびたび臏と軍事面で論争となるが、そのたびに論破され、「愚かな宮廷雀」とまで耳元で言われた。史実では美男で有名な人物だが、本作では敵役ゆえか、「鶏がら」と陰口を叩かれるほどやせぎすで、鼻が異常に細長い。
阻大（そだい）
斉の破慮将軍。鄒忌と結んで、狄討伐の総大将に任命された。だが、単于が襲撃してきた際、単于が叫んだ田忌の名に対する嫉妬に駆られ、臏が言った「単于が挑発してきても必ず逃げること」の旨の忠告を破って挑もうとした結果、単于に斬首された。単于からは「たまたま人の上に立っていただけの無能者」、「ゴミ」と罵られ、その首を潰された。勇猛果敢で武闘派ではあるが、その反面、兵や自分の副官ですら殺す冷酷無比な悪人である。
甘黒（カンヘイ）
黒髪の老人で、斉北方の寒村の住人。跬の祖父。かつては斉の兵士で、年老いてなおその武勇は衰えない。臏をいたく気に入り、自慢の孫娘3人を嫁にやろうとする。
厳常（イエンチャン）
白髪の老人。斉北方の寒村の住人。忍の祖父。かつては斉の兵士で、楽倉の麾下にあった。彼も臏をいたく気に入り、自慢の孫娘3人を嫁にやろうとする。
宋政（ソンチェン）
田忌将軍に仕える武将・副官。庶民の出自。田忌私兵500人を主に統率する。
厌彭（ヤンペン）
臏の選抜した城外兵3000人の一人。臏の演説に感銘を受ける。臨淄城外東出身で、家族には妻と14歳の娘・フウがいる。実家は食堂を経営しており、現在は妻が切り盛りしている。ファンパオ、文池と三人一緒に登場することが多い。
方飽（ファンパオ）
臏の選抜した城外兵3000人の一人。家族には父、母、妻・チンファ、6歳の娘・ソウ、3歳の息子・シンがいる。ヤンペン、文池と三人一緒に登場することが多い。かつては流民（るみん。- 難民と同義）であり、その壮絶な生活の中で、両親と兄弟を失った（従って、先述の父と母は、妻方の両親、つまり義理の両親であると推測される）。
文池（ウェンチィ）
臏の選抜した城外兵3000人の一人。家族には母、弟・煤（メイ）、二人の妹・倫（ルン）と玲（リン）がいる。ヤンペン、ファンパオと三人一緒に登場することが多い。また、三人の中では一番若く、雀斑が特徴（母、弟にも雀斑がある）。
章何（チャンフー）
臏の選抜した城外兵3000人の一人。筵（むしろ）編みで、臏から「名人」と評されるほどの腕前を持つ。裴煽に惚れているが相手にされていない。臏の影武者を演じていた裴煽をかばい事切れたと思われたが、実は気絶していただけで、鎧と懐に入れていた筵でなんとか助かる。

#### 孤鳳卒（クーフェンツ）
戦災孤児や奴隷だった少年少女を鍛え上げて組織された臏を卒長とする私兵部隊。斉国に招集された時点で412人（臏、蘇秦、張儀らを除く）。残灰觔戦初戦終了後での報告では、戦闘に参加していたのは516人。武技だけではなく連携力にも優れており、戦力に換算すると孤鳳卒1人あたり25。
蘇秦（そしん）
斥候伝令部隊“黄鳩（ファングー）”隊長代理。史実ではのちの縦横家。髪を纏めているため、額が広く「デコ」とあだ名されている。臏を兄と慕い、彼の手足となって様々な役割をこなす。
張儀（ちょうぎ）
近衛隊“白雕（パイデァオ）”隊長代理。史実ではのちの縦横家。丸顔のため「まんじゅう」とあだ名されている。臏を慕っており、彼もまた臏の傍で様々な役割をこなす。
淳于髠（じゅんうこん）
奴隷出身の青年。臏に危機を助けられ、彼に忠誠を誓う。臏の計略で鄒忌に近づいている。類い希な才を持ち、史実では後に「稷下の学士」の筆頭に数えられることになる。
高仲（カオソン）
吶喊隊“黒鷲（ヘイジウ）”隊長代理。頭の手拭いが特徴。見た目は13～14歳の少年。剣術の腕前は、田忌から『達人』と認められるほど。独立遊軍の指揮を任せられるほど臏から信頼されている。
白圭（バイグイ・はっけい）
諜報部隊“紫隼（ジースン）”隊長。孤鳳卒第一期生。周に大店を構える大商人でありながら、間者・武将の顔も併せ持つ。単于軍に帰化人として諜報活動をしており、「バイグイ」はそのときに名乗っていた。同時に人質のトルタイの監視兼話し相手もしており、後にトルタイを救出。そのときトルタイに対しては自身が任務だったとはいえ敵側として恐怖を与え続けてしまったことに罪悪感を覚えていたが、トルタイ本人からはシンフェンの話などを良く聞かせてくれたといい、むしろ感謝されていた。匈奴にいた頃は残虐かつ非道な性格を演じていたが、本来は義に厚い人物で、孤鳳卒の仲間達からも「白圭の兄貴」と慕われている。
岳思（ユエシイ）
“紫隼（ジースン）”副長。短髪。一見すると軽い性格に見られるが、実際には切れ者。まきびし作りも得意。
銀蝣（インヨウ）
“紫隼（ジースン）”隊員。
梅染（メイラン）
女人隊“紅鶴（ホンフー）”第6隊長。
玑尺（ジーチェ）
戦術工兵部隊“褐雉（フウチイ）”隊長。長髪。
棵魟（ケーホン）
水練隊“緑鴎（リューオウ）”隊長。
裴煽（ペイシャン）
補給部隊“藍鸛（ランガン）”隊長。毒舌。臏の影武者でもある。
下項の「臏を取り巻く女性」たちに嫉妬することもあるが、同時に孤鳳卒である自分にしかできないこともあると悟っており、忠実に臏を守ろうとしている。
荏涌（レンヨン）　太嵩（タイソン）
それぞれ“白雕（パイデァオ）”と“黄鳩（ファングー）”の隊員。
郭縦（かくしょう）
錬鉱士。孤鳳床机強弩などの機材の設計も手掛ける。史実では趙の大富豪。
法栄（ファーロン）　彭広（ボンカン）　姒芊（スーチェン）　姒潔（スージェ）　蕭泚（シャオツウ）　萍荊（ビンジン）　慎侃（センカン）　楊牧（ヤンムー）　汲援（ジィユァン）　耿弼（ゲンビィ）　秦異（チンイー）
“藍鸛（ランガン）”隊員。
トルタイ
中原定住民の少年だったが、奴隷として狄に攫われた。奴隷としてさらわれてきた当初は狄の言葉を解せず、殴る蹴るのいじめにあい「長くはもたない」とまで言われていたが、馨逢は身体を代償として彼を譲り受ける。以来、馨逢に弟のように守られ、孫臏の暗殺ために彼が人質に取られたとき、彼女はその暗殺に必死となったが、後に白圭に助けられる。過酷な境遇を過ごした故か度胸の座った所があり、喘突に「いい戦者になる」と評されている。史実では、のちの孟嘗君田文。

#### 臏を取り巻く女性
姚瑛（ヤオイン）
16歳。漁村に住む褐色の肌を持つ少女。父親を水賊に惨殺されており、最初は臏を水賊の間者だと思っていた。短気で喧嘩っ早く、初対面の臏を情け容赦なく痛めつけた。しかし、臏と同じ時間を過ごすにつれて父に似た彼に惹かれるようになる。
再会時には忍たちとも知り合った臏をヤキモチ同然に殴りかかった。
馨逢（シンフェン）
18歳。狄の少女。斉の出身だが、幼いころに狄に拉致されてしまい、それ以来彼らの奴隷として筆舌に尽くし難い日々を過ごしてきた。その悔しさをばねに腕を磨き、奴隷の身から佰（百人の兵士の長という意）にまで登り詰めた。特に弓術の実力は凄まじく単于軍最精鋭の弓兵隊である霞遠に在籍していた程。同じようにさらわれてきたトルタイが狄の言葉を解せずにいじめられていたときには、その身を代償に助け、弟のようにかわいがるなど優しい一面もある。
忍と跬の村から女を徴収しようとするが、臏の策略の前に敗れ、その挽回として単于に臏の間者を命ぜられる。最初は拒否したが、トルタイを人質にされ、望まないまま臏の間者の任務に就く。
最初は臏の掴み所の無い人柄に戸惑うが、初めて暖かく接してくれた彼に次第に惹かれていき、ついにはその暗殺もあきらめ、彼とともに戦うこととなった。
忍（レン）
15歳。斉の北にある寒村の少女で未亡人。10歳の時に結婚するものの、すぐに夫は徴兵されてそのまま帰らぬ身となったため、未だに男を知らない。15になるまでに片付かなければ夫の後を追って死なねばならぬ身であったが、祖父・厳常の計らいによって臏に娶わせられることになった。但し、臏はそれは誤解だと否定している。
厳常からは「臏の子種をたっぷりとふんだくってやれ!」と発破をかけられており、本人もその気である。
跬（クイ）
15歳。甘黒の孫娘。忍と同じ村の少女で未亡人。彼女も10歳の時に結婚したが、すぐに夫と死別したために男を知らない。忍と同様に甘黒の計らいによって臏に娶わせられることになった。彼女に関しても、臏は誤解だと否定している。
彼女も忍同様に甘黒から臏との間に多くの子を儲けることを期待されており、本人もそのつもりでいる。

### 水賊
第1話に登場。済水の盗賊。14隻のか船、総勢500人。物語開始から6日前、姚瑛達の村の住民、親兄弟を皆殺しにした張本人達。20日後、そのころ貴重だった鯨油を奪うついでに姚瑛たち女子供を奴隷として財貨にしようと再来したが、臏の策略・戦術と姚瑛とその仲間たちに戦に備えて臏から軍事訓練を施された姚瑛たちに敗れる。
水賊の頭
名前不明。スキンヘッド。姚瑛の父を殺害した張本人。臏と姚瑛により、着火した強弩の矢に脳天を貫通され死亡。
単橋（サンジャオ）
水賊の1人。ゴリラを髣髴させる形相が特徴の巨漢。臏を追い詰めるが、両断され死亡。

### 魏
龐涓（ほうけん）
魏の五乗将軍。臏とは同門で、かつては共に理想を語り合った仲。讒言によって臏に黥刑と臏刑を科した張本人。かなりの体術の持ち主で、蘇秦と張儀が2人がかりで攻撃しても簡単にあしらった程。
郭海（グオハイ）
龐涓軍参謀長兼副官。
武卒（ウーツ）　鬼武卒（ガイウーツ）
魏国精鋭兵。武卒は常態で斉兵少なくとも5員と相対できる。鬼武卒は武卒5人がかりでも敵わない最精鋭兵。

### 匈奴
冒曼（ボーマン）
匈奴屠各（とかく）種の族長かつ匈奴族全体の首長で、狄戎軍総大将。端正な顔立ちをした長髪の大男であるが、顔の左半分の皮膚は醜く剥がされ、目は乾いている。
彼の代から、それまでの「大人（たいじん）」に替わって「天の子」を意味する「撐犁孤塗単于（とうりことぜんう）」の称号を用い始めており、劇中では「冒曼単于」と称されることもある。本作の裏主人公的な存在で、彼にまつわる秘話や彼目線で話が進むこともある。己の欲望に忠実で、今まで自分の「やりたいように」やってきたが、これは過去に実父ダイトツによって行なわれた所業による影響が大きい。
幼少時、父であるダイトツが捍蛭（かんしつ）種と同盟しようとしたために、捍蛭種と敵対する赤沙（せきさ）種の血を引く彼および母テシクと妹テノは命を狙われ、母が死んでも妹と二人きりで生きる決心をした。母が殺されたのち、ダイトツが捍蛭種の血を引く義弟ハギルを跡目に決めたときには、その戦者となることを誓い、生をつなごうと考えた（父はこの際も食糧を分け与えずに殺そうとした）。
妹テノを心から愛しており、妹を守るためにはどのような苦難にも耐えて立ち向かってきた。やがて、孤立した二人の肉親としての愛情は異性間の愛情へと変質していったが、捍蛭種の大人・デグメの疑いを解くため、父ダイトツが「部族のため」「耐えれば妹のテノウェルデを救える」と言って（人相がわからなくなるよう）彼の顔の皮膚をはがそうとした際中に、テノがすでに死んでいることを知り、激怒してダイトツを惨殺した。しかし、妹が死んだことで、もはや自分には「何もない」と悟り、以降は覇道を極めるためにただ突き進んでいった。後に冒曼自身が単于号を用いたのには、弑殺した実父・鞮頓との血縁を拒否する意味合いがあることが、作中描写により示唆されている。
自身の得物の「馬鹿でかい」と称されるほどの大剣を片手で軽々と振り回す筋力、騎兵としての群を抜く突撃力、常人離れした眼力・身体能力、更には卓越した知性・軍略・獣の感性まで持ち合わせる。一軍の総大将でありながら自ら戦闘に赴く戦闘狂であり、なおかつ自身に向けられた殺気を的確に感知する能力も持ち合わせる。この能力により彼の強さは格段に上がり、初陣よりその凄まじさを見せた。通常、1人で20人と同時に戦える人間は存在しないが、彼だけは天から与えられる類の異常な力を持つ文字通り人間離れした「別格」の存在である。加えて、才能を感じる者には目をかけ、降伏させた匈奴族の族長に見込みがなければ殺害し、代わりに、その住民たちの中から才能を感じれば奴であろうが身分に関係なく大人・族長に自身の一存で指名する等の振る舞いから、指名された族長や住民たちを惹きつける高いカリスマ性を有している。
刃怒（イルオール）という強力な直属軍を率いている（下記参照）。
単于に即位してからは戦を欲するようになり、次第に自分と力が互角以上の相手がいなくなるほどの頂点になった。これは、テノの死とダイトツの所業がトラウマの原因になっており、「戦うことでそれを忘れられる」と語っている（時折フラッシュバックを起こして錯乱し、危うく喘突を殺しかけたことも）。その心情は半ば戦死願望のようにも達しており、自分を殺せる者として孫臏を探し当て、「最後の息をつき終わる瞬間まで俺の命を獲りに来い」と言っている。
先述および後述する単于の関係者の供述からすると、父を殺して単于になった経緯などの設定が、冒頓単于に類似している。
騎馬の勢いを利用した異常な跳躍で砦第二階層まで単騎攻め込み斉兵を虐殺し始める。
喘突（ゼントツ）
冒曼の副官。先端部が円錐状で異常に大きな槍を得物とする筋骨隆々の小柄な老人。匈奴の赤沙種の族長で、かつては「赤沙の岩熊（ハドゥバウガエ / がんゆう）」と恐れられていた戦士だが、冒曼の力に傾倒して忠実な副官となる。その素性は冒曼とテノの母方の祖父でもある。
少年時代の冒曼の初陣にて自身の部下を数人殺害される。瀕死に追い込んだ冒曼が言ったテノの名を聞き「己の孫を殺したか」と悟り失意を滲ませる。その後、冒曼が赤沙の邑に単身で取引に来て「赤沙種族全員の命を救い、ダイトツの命を売る代わりに自身に兵を貸すこと」を要求された際には、さきの戦で自身の部下を数人殺したことと（娘の仇である）ダイトツの息子であることから拒否したが、「ダイトツの子ではなく、天の子である」と称する冒曼の覇気に感じ入り、「将来匈奴全てを従える覇者となるであろう」と評して、「屠各と捍蛭を平らげれば生涯を賭して副官を勤め上げる」と約束し、要求を受け入れる。肉親に対しては深い愛情を持つよき親としても見られ、テノとテシクを守れなかった悔いから「もう二度と自分の肉親を殺させはしない」と胸に誓い、命を賭してでも冒曼を守ろうとする。
斉襲撃戦中盤で冒曼に副官から匈奴本軍突撃将に戻され、再び岩熊として戦に臨む。岩熊としての彼はライオンを模した仮面を被る。鋼鉄の鎧を着込んだ斉国兵を鎧ごと胴を薙ぐ凄まじい膂力を誇り、田忌とも互角に渡り合うも壮絶な死闘の末に敗北。即死こそ免れたものの、「自分はもう長くない」と悟り、動き出した冒曼の活躍を見届ける。
ウルク
白圭によって送り込まれた斉国軍に潜り込んだ狄の密偵。
ギュチ
渾庾（こんゆ）族の大人。白面金髪蒼眼の巨躯。西方民族の血を引く人物で奴（-ぬ。男の奴隷のこと）であったが、単于に見込まれ奴から開放され（同時に単于は当時の渾庾の大人を殺害した）、渾庾族の大人に任命された。以降、単于に心酔し忠誠を誓う。残灰觔の攻撃ではその初手を務めたが、橋落としにまんまとかかってしまい、田忌によって討ち取られ、渾庾族も二千名以上が死亡した。田忌をはるかに超える大男であり、孤鳳卒数人がかりでも歯が立たない怪力を誇る。回想にて、単于や喘突と並んで描写されていることから、単于の参謀であり、他の大人たちよりも立場が上の方であったと考えられる。
ゼム
儉胡（けんこ）族の大人。単于軍の工兵隊長で、設計・工作を得意とする。かなり太っておりなおかつ騒がしいので、単于から「ブタ」呼ばわりされているが、非常に有能な技師で、「大弩免盾」や「衝車導弾」などといった残灰觔総攻撃に必要な兵器を開発している。
匈奴19種族の中で奴隷として扱われ、息子・ゼノおよび民族に報いるために単于に尽くし、残灰觔では捨て身の行動により最期を遂げた。その活躍ぶりには単于も感服したようで、死に際に「とっとと死ね ブタ」と皮肉りながらも満足そうな笑みを浮かべ、儉胡族に「勲功第一等」の名誉を与えた。
ジワ
諜報担当と思われる美女。中原の言葉も解るらしく、しばしば単于や斉国人捕虜に対して通訳を兼ねる。自慰癖があり、自身が見誤った際に自ら性的な罰を嘆願するマゾヒストだが、単于からは軽くあしらわれている。武力については不明だが、斉国人捕虜に対して脅しをかけるときに凄まじい形相となるなど残忍さがある。
ヤゲイ
力羯（りきけつ）種。単于から複材合成弓を与えられた大男。単于軍の弓兵の中で最強の実力を持ち、「千殺（アラフミャンガ）ヤゲイ」の異名通り矢さえ尽きねば千騎を屠るとされる、通常の一矢の呼吸で複数の矢を放つ「那連矢（ウルゲルジ・ソム）」という必殺の技を持つ。霞遠（ボダンホル）と呼ばれる手下を従えている。
霞遠（ボダンホル）
単于が擁しヤゲイ直属の37名から構成される狙撃射手部隊。部隊員全員に複合弓が配備されている。弓を得手とする狄戎民族の中でも最高の弓の名手を集め構成されている。弓の腕は百発百中、戦場にあれば何者もその存在を認識できず、敵兵がふと遠くに霞を感じたときにはその者の命はないと言われている。
ボチュク
大楼（たいろう）種。単于軍の中で屈指の弓腕を誇る男。左目の下に四角の刺青を入れており、その数は今まで殺してきた狙撃射手の数であるといわれている。ヤゲイが霞遠の隊長に任命された際にその地位を争い、単于の命令で殺しあった結果、死亡。
ダロワイ
羌渠（きょうきょ）種。シンフェンの実力に一目置き、指を守る薬を与えるなど親切な性格であった。後にシンフェンに射殺される。
ラダク
寇頭（こうとう）種。「二矢（ホヨム・ソル）のラダク」の異名を持つ男。その異名の通り、狩りに行く際は矢を2本のみ持ち、必ず二頭の獣（じゅう）を負って帰るといい、トルタイからその話を聞かされたレン、クイは冷や汗をかいた。
カムゼイ
烏譚（うたん）種。「不視当（バライ・ボーダフ）」の異名を持つ男。その放つ矢は、矢すら見えなくなるほどの山上からの打ち下ろしで、小さい木の的が割れる音だけが聞こえると噂されるほどの弓腕を持つ。
アルグ、ブリグ
鍾跂（しょうき）種族の兄弟。
バイダル
赤沙種族の弓兵で、喘突の部下。
ジュリメ、トク、タングト
それぞれ鮮支（せんし）種族。
サルジダイ
萎莎（いさ）種。黒の長髪の大男。
サジュチ
雍屈（ようくつ）種。シンフェンに射殺された。
刃怒（イルオール）
単于直属の5000人の騎兵軍。単于が匈奴の各部族最強の猛者を選抜し、更に過酷な訓練と実戦を繰り返すことによって鍛え上げた、戦闘のみに特化した超精鋭部隊。刃怒と交戦した軍隊は、それが鍛え抜かれた軍隊であるほど瞬時に戦意すら喪失してしまうほど。租臥曰く、「別次元の精強」。また、単于のこれといった指示もなく迅速かつ的確に敵を殲滅する、「自然（じねん）組織軍のような一面もある。その強さは他の民族からもかなり恐れられており、新たに東胡の首長となった人物は、兵の姿を見ただけで恐怖の色を隠せずにいた。なお、一般的な狄戎騎兵1騎の戦力を5とすると、刃怒1騎の戦力は孤鳳卒と同じく25。総戦力に換算すると125000であり、刃怒だけで中原国家一国の軍事力に匹敵する戦力である。騎馬での突進による勢いを利用した跳躍で歩兵として砦第一階層まで攻め込み、斉兵を一方的に虐殺し始める。
隊長たち
怒を各部隊ごとにとりまとめる、刃怒の中でもさらに屈強な、選抜された5人の戦者。
ムカリ
怒第一大隊長。
ボアル
怒第二大隊長。
オン
怒第三大隊長。
ノガイ
怒第四大隊長。
トクトア
怒第五大隊長。

#### 狄戎諸民族軍の首長たち
単于の遠征軍に属している民族国家の首長たちであり、なおかつその指揮官でもあるが、民族の首長という立場から一応単于とは同格の立場である。彼らは単于に忠誠を誓っているものの、単于の傲慢な態度に不満を抱いている。民族間でもいがみ合っているため、利害関係にかなり敏感であり、単于は残灰觔総攻撃で「民族の序列を決める」として彼らをうまく扱っている。この不協和音を単于は「仲がいいな」と皮肉っている。
租臥（ソルガ）
東胡（とうこ）の首長。自分の民族の被害を最小限にして、いかに利益をとるかということを念頭に考え弱腰な戦いをしたため、ゼントツに「無能怯弱　腐れ塵（ゴミ）」と吐き捨てられている。また、刃怒の能力を認めているものの、半面ではかなり恐れている。総攻撃の際、自分の民族の死傷者が二千名を超していることを知り、被害を抑えることを考えて一時退却を単于に申し出たために、その怒りを買って殺された。そのため東胡は別の人物が率いることとなった。
迂婁（ウルス）
白羊（はくよう）の首長。総攻撃の際、城壁をなかなか攻め落とせないことに苛立ちを覚え、親衛隊を率いて突撃したが、宋政に殺されてしまった。
岑莫（シンモ）
烏孫（うそん）の首長。高仲の簡単な罠に嵌り討ち死に。
都壺留（トゴル）
丁霊（ていれい）の首長。冒曼単于が田忌に止めを刺そうとした所を邪魔して自分の戦功にしようとしたが、単于に激怒され叩き割られた。
渠鞮（ゴタイ）
宇文（うぶん）の首長。章何を霞遠が矢で撃ち殺した後移動しようとしたが、裴煽に激怒され討ち死に。
このほかにも多数の首長がいるようである。

#### 冒曼の過去の血縁・関係者

##### 冒曼の最愛の人物
テノ（テノウェルデ）
冒曼の妹。兄・冒曼と共に生き続けることと、夫婦となることを誓っていたが、義兄弟のハギルに目をつけられてしまう。ハギルに手籠めにされかけたとき、ハギルを切りつけ、兄のために志半ばで自害した（その際、「自分が死ねば兄・冒曼が捍蛭種族をすべて屠るであろう」と捨て台詞を吐いた）。これが冒曼の人格形成に大きな異変をきたす引き金となった。冒曼を最初に「天の子」と形容した人物。
テシク
赤沙種大人・喘突の娘で、冒曼とテノの母。ダイトツの第一夫人。ダイトツが赤沙種と対立する捍蛭種との同盟を目論んだことにより、ダイトツにより送られた毒の盛られた食事を自ら食べて死んだ。ダイトツとは正反対の心優しい性格で、冒曼とテノの幸せを願っていた。

##### 冒曼の敵対人物
鞮頓（ダイトツ）
匈奴の屠各種の族長（大人）で、冒曼とテノの実父。顔は冒曼と似ている。とても冷酷かつ卑怯で、目的のためには平気で家族を殺すこともいとわない性格である。捍蛭種との同盟のため、赤沙種の第一夫人テシクと二人の子供である冒曼とテノに毒を盛った料理を食べさせようとし、テシクを間接的に殺害した。冒曼とテノが生き残った際にはその生存に目を向け、冒曼がハギルの忠実な戦者になるといったにもかかわらず、2人に食糧を分け与えずに飢え死にさせようとしたり、冒曼が初陣の際にはその殺害も計画していた。その理由は、冒曼が自身の血を濃く引き継いでおり、「いずれ自分を殺す」と意味深な発言をしていたことからもわかるように、その存在に脅威を感じていたためである。
テノがハギルともめて死んだ際にも、彼は冒曼が顔の左半分の皮膚をはがされている間にこのことを気付くまで教えず、「テノがハギルの女になれば、赤沙との裏の盟約になったかもしれない」「使い道のない娘だった」などと言い放った。しかし、これが冒曼の逆鱗に触れ惨殺された。テノ同様に後の単于に大きな影響を与えた人物である。
ハギル
冒曼の義弟（異母弟）。母親のハバンは捍蛭種で鞮頓の第二夫人であったが、捍蛭種との同盟のために父・ダイトツによって跡目に指名される。幼年時代から母親と同じ顔つきをしていたが、年月が過ぎて次第に肥満した容貌となり、ダイトツと同じく心も性格も悪くなっていった。テノに目をつけ、手籠めにしようとしたが失敗し、逆に自害させてしまう。そのため、これに激怒した冒曼に敗れ、母親の首を踏まされた挙句に目を潰した上で右腕と右脚を切り落とされ、狼の群の前に放置された。顛末は描写されていないが、状況的に狼の群れに食い殺されたと思われる。
父や祖父の威光を浴びて育ち、それを笠に着、口先と態度は大きいが、実際には小心者で武力も低いことが示唆されている。側近達を並べて圧力をかけ、テノを手籠めにしようとして反撃にあい、短刀を奪われ傷つけられたときも自分の手で報復できず、さらには側近達と母ハバンが斬首された時にも冒曼に立ち向かえず萎縮しているなど、自分一人では何も出来ない暗愚な人物である。
ハバン
捍蛭種大人・デグメの娘。ダイトツの第二夫人でハギルの母。捍蛭種族が冒曼に滅ぼされた際に斬首され、その首は冒曼に脅されたハギルに足蹴にされた。
デグメ
捍蛭種の大人。ハギルの母方の祖父。同じように冒曼に敗れ、ゼントツの槍の先端に首が掲げられていた。この時点で捍蛭種族は絶滅した。

## 書誌情報
星野浩字『臏 〜孫子異伝〜』 集英社〈ジャンプ・コミックス デラックス〉、全21巻
1. 2008年7月9日初刷発行（2008年7月4日発売[4]）、ISBN 978-4-08-859712-6
2. 2009年1月10日初刷発行（2009年1月5日発売[5]）、ISBN 978-4-08-859751-5
3. 2009年5月6日初刷発行（2009年5月1日発売[6]）、ISBN 978-4-08-859777-5
4. 2009年9月9日初刷発行（2009年9月4日発売[7]）、ISBN 978-4-08-859794-2
5. 2010年2月9日初刷発行（2010年2月4日発売[8]）、ISBN 978-4-08-859823-9
6. 2010年6月9日初刷発行（2010年6月4日発売[9]）、ISBN 978-4-08-859841-3
7. 2010年10月9日初刷発行（2010年10月4日発売[10]）、ISBN 978-4-08-859856-7
8. 2011年2月9日初刷発行（2011年2月4日発売[11]）、ISBN 978-4-08-859870-3
9. 2011年8月9日初刷発行（2011年8月4日発売[12]）、ISBN 978-4-08-859891-8
10. 2011年12月19日発行、ISBN 978-4088587844
11. 2012年5月18日発行、ISBN 978-4088587899
12. 2012年11月19日発行、ISBN 978-4088587936
13. 2013年4月19日発行、ISBN 978-4088587981
14. 2013年10月18日発行、ISBN 978-4088588070
15. 2014年4月18日発行、ISBN 978-4088588087
16. 2014年8月20日発行、ISBN 978-4088588100
17. 2015年2月19日発行、ISBN 978-4088588124
18. 2015年7月17日発行、ISBN 978-4088588148
19. 2016年1月19日発行、ISBN 978-4088588162
20. 2016年6月17日発行、ISBN 978-4088588186
21. 2016年12月19日発行、ISBN 978-4088588193